# Ямаґо Нодзомі
Ямаґо Нодзомі (яп. 山郷 のぞみ; нар. 16 січня 1975) — японська футболістка. Вона грала за збірну Японії.

## Клубна кар'єра
У 1993 році дебютувала в «Іґа Куноїті». 2002 року вона перейшла до «Saitama Reinas FC». 2013 року підписала контракт з клубом «AS Elfen Saitama». Наприкінці сезону 2014 року вона завершила ігрову кар'єру.

## Виступи за збірну
Дебютувала у збірній Японії 15 червня 1997 року в поєдинку проти Китаю. У складі японської збірної учасниця жіночого чемпіонату світу 1999, 2003, 2007 та 2011 років та Літніх олімпійських ігор 2004 року. З 1997 по 2011 рік зіграла 96 матчів в національній збірній.

## Статистика виступів
| Збірна Японії | Збірна Японії | Збірна Японії |
| Рік           | Матчі         | Голи          |
| ------------- | ------------- | ------------- |
| 1997          | 6             | 0             |
| 1998          | 8             | 0             |
| 1999          | 10            | 0             |
| 2000          | 4             | 0             |
| 2001          | 10            | 0             |
| 2002          | 8             | 0             |
| 2003          | 15            | 0             |
| 2004          | 10            | 0             |
| 2005          | 5             | 0             |
| 2006          | 4             | 0             |
| 2007          | 3             | 0             |
| 2008          | 3             | 0             |
| 2009          | 2             | 0             |
| 2010          | 7             | 0             |
| 2011          | 1             | 0             |
| Загалом       | 96            | 0             |